# آماکیهی بزرگ
آماکیهی بزرگ (نام علمی: Viridonia sagittirostris) نام یک گونه منقرض‌شده از تیره سهره است.